# Литургический гребень

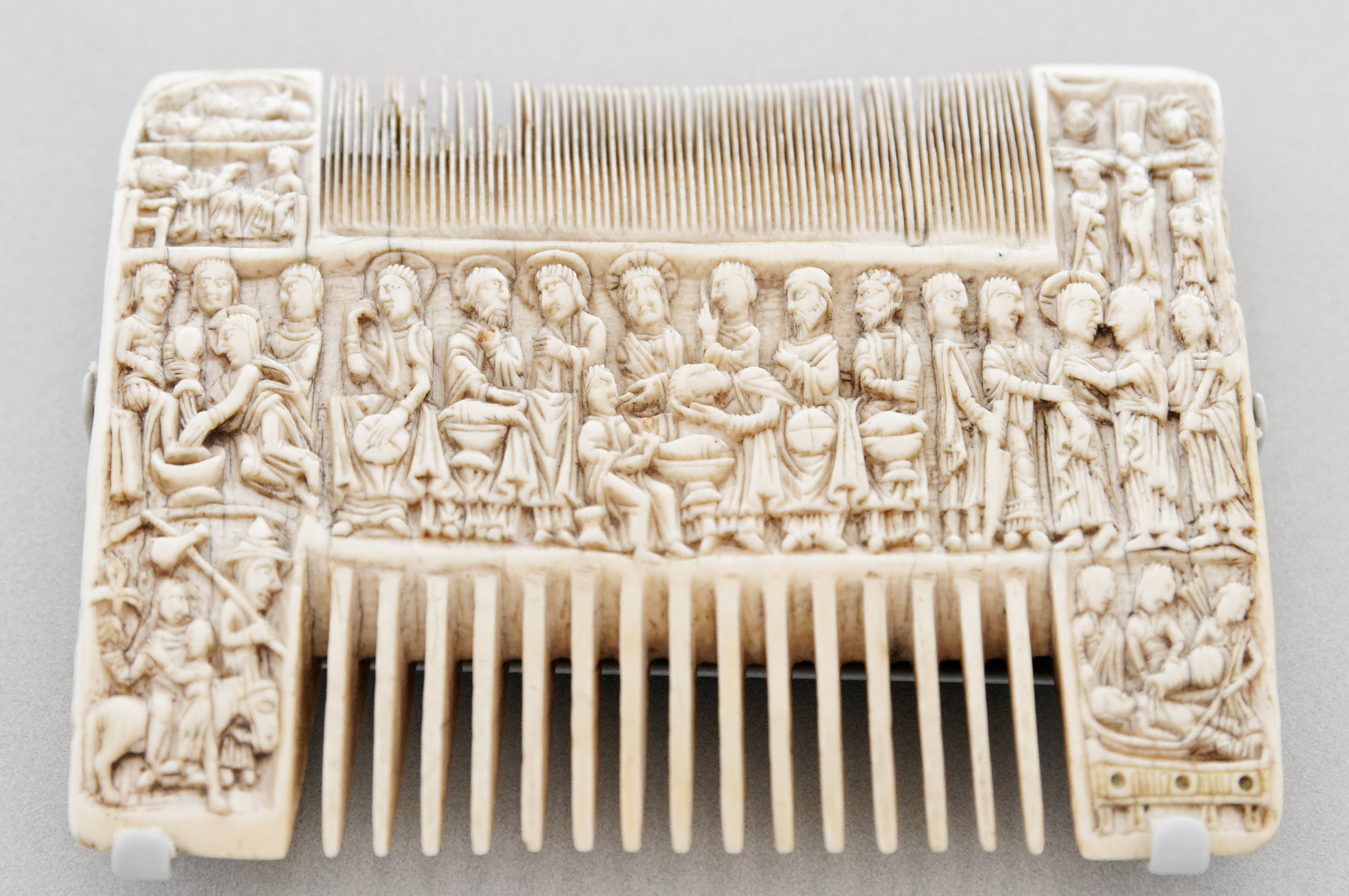
Гребень из собора в Сент-Олбанс, Англия, ок. 1130 г.

Литургический гребень — предмет христианского богослужения, особый декорированный гребень, используемый во время торжественного облачения священника перед службой. Литургические гребни известны в христианстве с раннего Средневековья и существуют в византийском обряде по настоящее время. Многие литургические гребни являются шедеврами средневекового декоративно-прикладного искусства и выставляются в музеях. 

## История

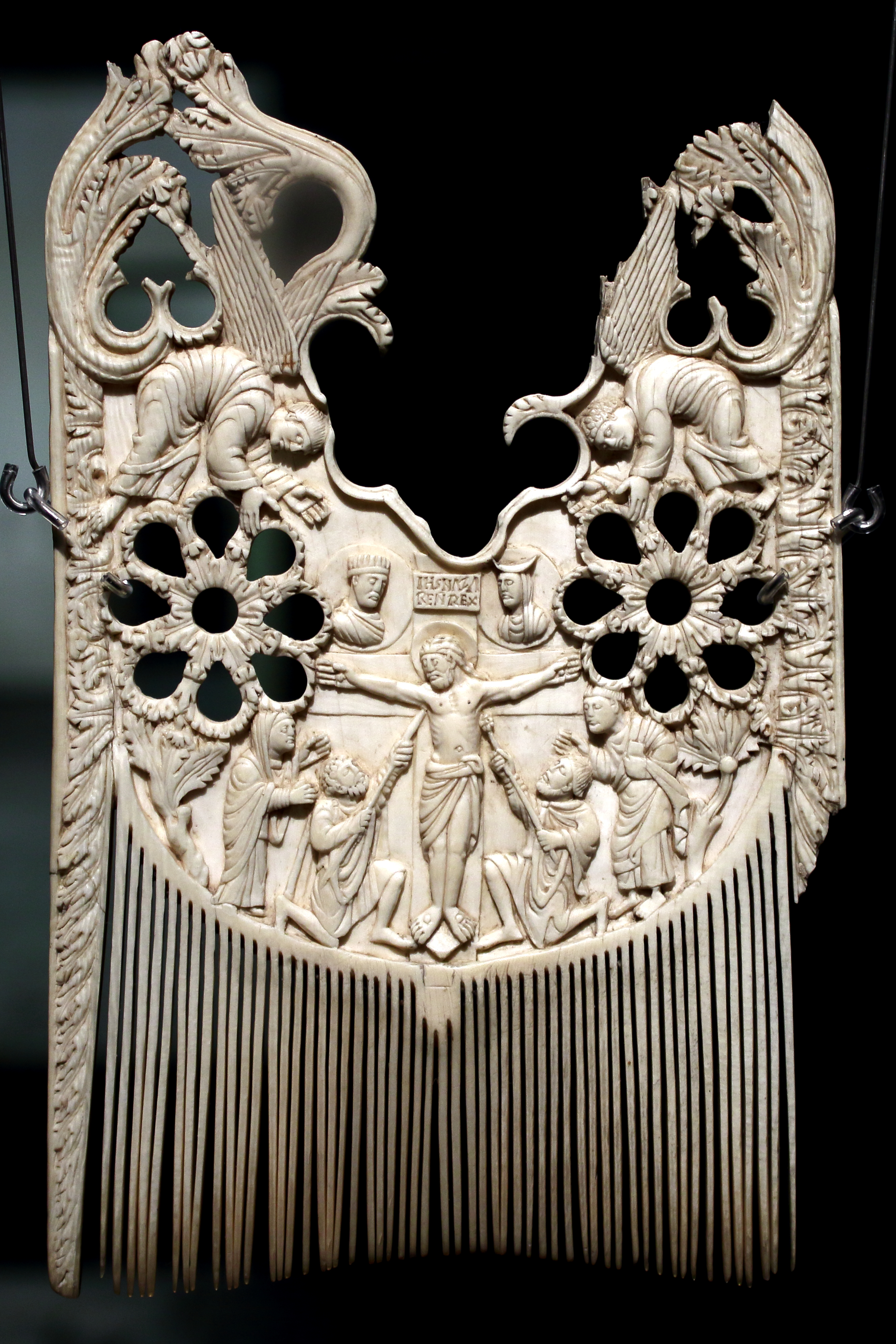
Гребень св. Хериберта, 850—900 гг.

До конца не ясно, откуда возник ритуал причесывания перед мессой; одни ученые усматривают в этом практическую необходимость, чтобы не допустить попадания волос или грязи с головы на литургическое облачение, другие указывают на языческие корни обряда. Самые ранние свидетельства существования этого ритуала можно встретить у коптских христиан; в одном документе VII—VIII века описывается обычай расчесывания волос епископу для избавления от всякого рода злых сил, также сохранился фрагмент гребня IV—V вв. из дерева с изображением человека, держащего в руках змею.
Средневековые литургические гребни изготавливались чаще всего из цельного куска слоновой кости и имели, как правило, два ряда зубцов разной частоты с двух сторон, чем отличались от обычных светских гребней того же периода. Хотя встречаются литургические гребни с одним рядом зубцов и нетипичной, индивидуальной формой — таков, например, т.н. гребень святого Хериберта, в действительности изготовленный во второй пол. IX века и не связанный с именем Хериберта Кёльнского (ок. 970—1021). Кроме материала и техники исполнения на назначение гребня указывает его декор — литургические гребни украшались религиозными сценами (событиями из Библии, изображениями святых и т.д.), в то время как светские в большинстве украшались более простыми и абстрактными узорами. Некоторые литургические гребни украшались также золотом и инкрустациями (например, литургический гребень IX века из собрания Музея Виктории и Альберта в Лондоне).